# Грабівська сільська рада (Шацький район)
| Грабівська сільська рада — адміністративно-територіальна одиниця та орган місцевого самоврядування в Ковельському районі Волинської області, Україна, з адміністративним центром у селі Грабове. Сільській раді підпорядковані населені пункти: - с. Грабове - с. Адамчуки - с. Голядин - с. Смоляри-Світязькі |

## Населення
Згідно з переписом УРСР 1989 року чисельність наявного населення сільської ради становила 976 осіб, з яких 449 чоловіків та 527 жінок.
За переписом населення України 2001 року в сільській раді мешкало 975 осіб.

### Мова
Розподіл населення за рідною мовою за даними перепису 2001 року:
| Мова       | Відсоток |
| ---------- | -------- |
| українська | 98,78 %  |
| російська  | 1,01 %   |
| молдовська | 0,10 %   |
| румунська  | 0,10 %   |

## Склад ради
Рада складається з 14 депутатів та голови.

### Керівний склад ради
| ПІБ                             | Основні відомості                                                    | Дата обрання | Дата звільнення |
| ------------------------------- | -------------------------------------------------------------------- | ------------ | --------------- |
| Голядинець Василь Володимирович | Сільський голова, 1983 року народження, освіта, член народної партії | 26.03.2006   | 31.10.2010      |
| Голядинець Василь Володимирович | Сільський голова, 1983 року народження, освіта вища, безпартійний    | 31.10.2010   |                 |

Примітка: таблиця складена за даними джерела